# Język roviana
Język roviana (robiana, rubiana, ruviana) – język austronezyjski z Wysp Salomona (Prowincja Zachodnia). Według danych z II poł. XX w. posługiwało się nim wtedy blisko 26 tys. osób.
Był wykorzystywany jako lingua franca w działalności misjonarskiej. Przyjął się jako środek komunikacji ponadlokalnej, ale z czasem został wyparty w tej roli przez język neosalomoński (pijin).